# Romaničko slikarstvo
Romaničko slikarstvo u srednjovjekovnoj umjetnosti europske tradicije traje tijekom romanike, od oko 1050. do 1250. godine. Romaničko slikarstvo je, poput romaničkog kiparstva, vezano uglavnom za arhitekturu (kao freska, oslikani svodovi, vitraj, tapiserija, rjeđe mozaik), za knjigu (iluminacije) ili oltar (oslikane oltarne ploče i sanduci). Općenito, romaničko slikarstvo karakterizira linearna, plošna stilizacija i shematsko pojednostavnjivanje likova (ikonografska metoda redukcije), vertikalna perspektiva bez težnje realističnom opisivanju stvarnosti te, vrlo često, kontrastni odnosi skromne ljestvice boja (zemljane boje: ciglasto-crvena, oker-žuta i rđavo-smeđa).

## Povijest
Romaničko monumentalno slikarstvo koje je ukrašavalo sakralnu arhitekturu vrlo je slabo sačuvano, što donekle otežava praćenje stilsko-razvojnih linija, odnosno definiranje umjetničkih krugova i radioničke pripadnosti pojedinih ciklusa. Najveći preživjeli spomenik romaničkog zidnog slikarstva, bitno smanjen u odnosu na originalno stanje, je Opatijska crkva Saint-Savin-sur-Gartempe u blizini Poitiersa, u kojoj je sačuvana većina zidnih slika na bačvastom svodu broda, kripte, portika i ostalih djelova građevine Ekvivalentni ciklus je prikazan u crkvi Sant'Angelo in Formis u Capui u južnoj Italiji, koju su oslikali talijanski slikari pod grčkim utjecajem, a ilustrira stalnu prevlast bizantskog stila u većem dijelu Italije, te ciklusi fresaka u donjoj crkvi San Clemente u Rimu (oko 1100.), te freske u kripti akvilejske katedrale (12. st.)
Početci romaničkoga slikarstva na zapadu obilježeni su naslijeđem otonske umjetničke tradicije, što pokazuju freske u crkvama San Vincenzo a Galliano (1007) ili San Pietro al Monte u Civateu (kraj 11. st.). U 12. se stoljeću definirao zreloromanički slikarski stil, stalno praćen novim poticajima bizantizama koje su donosili umjetnici s istočnog dijela Mediterana. Karakteristična romanička stilistika začeta je u velikim benediktinskim opatijama, među kojima je vjerojatno najznačajnija bila ona u Montecassinu u južnoj Italiji.
Neprekidno su prisutna bizantska stilska obilježja i tradicijska sklonost tehnici mozaika, u kojoj je bila dekorirana i opatijska crkva u Montecassinu (11. st.), a najznačajnije mozaičke cikluse danas čuvaju Bazilika svetog Marka u Veneciji (12. – 13. st.) te crkve u Palermu i Monrealeu na Siciliji (12. st.).
Francusko zidno slikarstvo romaničkoga razdoblja pokazuje veliku raznolikost, od tipično »zapadnjačkih« kompozicija na svijetlim pozadinama, iznimno naglašene stilizacije (Saint Martin, Vicq, 12. st.), do onih koje očito slijede tradicije bizantskog slikarstva (Berzé-la-Ville, 12. st.).
Najcjelovitiju sliku romaničke umjetnosti pruža španjolsko slikarstvo, sačuvano u popriličnom broju spomenika na prostoru Katalonije (Vall de Boi). U najboljim djelima španjolskog zidnoga slikarstva, koje obilježava izrazito kontrastan kolorit i do krajnosti dovedena stilizacija figura (San Clemente de Tahull; Santa Maria de Tahull, oko 1123.), s talijanskim i francuskim impulsima spajaju se elementi vizigotskog i mozarapskoga ranosrednjovjekovnog naslijeđa.
Najznačajnija središta ranoromaničkog i zreloromaničkog slikarstva na prostoru današnje Njemačke i Austrije bili su Reichenau (Sankt Georg, Oberzell, kraj 10. st.; Sankt Peter und Paul, Niederzell, oko 1120.), Regensburg i Salzburg (Stiftskirche, Lambach, kraj 11. st.), a značajni primjeri romaničkoga slikarstva u Engleskoj nalaze se u katedralama Canterburyja (12. st.) i Winchestera (13. st.).
- Aribert od Milana nudi model crkve, freska u apsidi crkve San Vincenzo a Galliano iz 11. st., Lombardija, Italija.
- Nebeski Jeruzalem, freska iz crkve San Pietro al Monte u Civateu, kraj 11. st.
- Sveti Aleksej Rimski, freska iz crkve San Clemente u Rimu, oko 1100.
- Freske zida koji odvaja kor crkve Saint Martin, Vicq, Francuska, 12. st.
- Apostoli u apsidi crkve Berzé-la-Ville, Burgundija, Francuska, 12. st.

## Osobitosti
Za romaničko slikarstvo (kao i u kiparstvu) vrijede određene zajedničke osobine, skoro zakonitosti, to su: plošnost i linearnost, okomita perspektiva, metoda redukcije u načinu prikazivanja religijskih tema, odnosno ikonografije i skromna ljestvica boja (zemljane boje, ciglasto-crvena, oker-žuta i rđavo-smeđa).
Linearnost znači da slikar redovito najprije nacrta prizor, a potom bojom ispunjava pojedine površine ili polja. Dakle, romanički slikar napušta klasični (rimski) iluzionizam, umjesto njega on jasno ocrtane obrise likova ispunjava svijetlim intenzivnim bojama; tako da su obrisi likova jasno određeni jasnoćom crteža.
Kao što je volumen, zaobljenost tijela ili ispupčenost predmeta »spljoštena« u plohu, tako je i prostor zamijenjen jednobojnom plohom. No, ako se neki prizor odigrava u osobitom prostoru koji mora prikazati, on će pojedine planove što su po dubini jedan iza drugoga prikazati poput obojenih traka, jedan iznad drugoga (okomita perspektiva).
Redukcija kao način prikazivanja bi značio smanjivanje broja likova i pojedinosti na što manji broj.

### Slikarske tehnike
Romaničko slikarstvo (kao i kiparstvo) vezano je uglavnom za arhitekturu (kao freska, oslikani drveni stropovi, vitraj, tapiserija, rjeđe mozaik), za knjigu (iluminacije) ili oltar (oslikane oltarne ploče i sanduci).
Iluminirani rukopisi srednjovjekovnih knjiga nastajali su kroz cijeli srednji vijek, a izrađivani i čuvani su u samostanima diljem cijele Europe. Neke od najznačajnijih romaničkih škola iluminacija vuku tradiciju iz ranosrednjovjekovnog razdoblja (Regensburg, Salzburg, Montecassino), a među najznačajnije samostanske škole 12. st. ubrajaju se Saint-Amand i Cîteaux (Francuska). 
Stilski, romanička minijatura Sveti Ivan Apostol iz Molitvenika opata Wedrica (oko 1147.) ili ilustracija iz rukopisa Carmina Burana (13. st.), pokazuju potpuno ispunjene kompozicije, dok su potezi zmijoliki i razigrani, što je izravan utjecaj prikazivanja životinja, tzv. bestijarij, tipičan za romanička pročelja crkava.
Vitraji nisu posebno reprezentativni, ali zato postoje izvanredna djela u tehnici tapiserije i freske. Npr. Tapiserija kraljice Matilde iz Bayeuxa (Francuska, 1073. – 83.) dugačka je 70 m, a uska 50 cm; tkanina je urešena vezom u osam boja koji prikazuje Normansko osvajanje Engleske. Prizori se nižu vodoravno, s lijeva na desno, a praćeni su širokim rubnim trakama s prikladnim prikazom životinja. Jako plošno, dekorativno, bez prostornosti, ali s vremenskom dimenzijom nizanja događaja (možda najraniji strip).
Detalj fresko-ciklusa iz crkve u St. Savinu (Francuska, oko 1100.), Noina arka, na pozadini, vodoravno i okomito organiziranoj u plohama zemljanog, smeđeg i sivog, ima likove jasno podređene kadru. Krivulja broda i dvije figure s obje strane stvara napetu kompoziciju, oblici su plošni, linearni, a u igri linija i boja apstraktni.

## Poveznice
- Arhitektura romanike
- Kiparstvo romanike
- Slikarstvo gotike
- Romaničko slikarstvo u Hrvatskoj

## Vanjske poveznice
|  | Zajednički poslužitelj ima još gradiva o temi Romaničko slikarstvo |

- Círculo Románico "Visigothic, Mozarab and Romanesque Art in Spain and Europe"  Arhivirana inačica izvorne stranice od 16. studenoga 2007. (Wayback Machine)